# 서비스 디자인
서비스 디자인(service design)은 서비스 품질과 서비스 제공자와 사용자 간의 상호 작용을 향상시키기 위해 서비스의 인력, 인프라, 통신 및 물질적 구성 요소를 계획하고 배열하는 활동이다. 서비스 디자인은 기존 서비스에 대한 변경 사항을 알리거나 완전히 새로운 서비스를 만드는 방법으로 기능할 수 있다.
서비스 디자인 방법론의 목적은 사용자의 요구와 서비스 제공자의 역량 및 능력에 따라 서비스를 디자인하기 위한 가장 효과적인 관행을 확립하는 것이다. 성공적인 서비스 디자인 방법이 채택되면 서비스는 사용자 친화적이고 사용자와 관련성이 높아지는 동시에 서비스 제공자에게는 지속 가능하고 경쟁력이 있을 것이다. 이를 위해 서비스 디자인은 민족지학에서 정보 및 관리 과학, 인터랙션 디자인에 이르기까지 다양한 분야에서 파생된 방법과 도구를 사용한다.
서비스 디자인 개념과 아이디어는 일반적으로 서비스 프로세스에 관련된 이해관계자의 문화, 기술 및 이해 수준에 따라 다양한 표현 기술을 사용하여 시각적으로 표현된다(Krucken 및 Meroni, 2006). 4차 산업혁명 시대의 신기술이 등장하면서 서비스 디자인의 중요성이 높아지고 있다. 서비스 디자인은 이러한 신기술의 제품화를 보다 실현 가능하게 시장에 촉진할 수 있다고 여겨지기 때문이다.

## 같이 보기
- 서비스 과학
- 생산 관리